# Pobedit
Pobedit ist ein gesintertes Wolframcarbid-Kobalt-Hartmetall aus zirka 90 % Wolframcarbid als Hartphase, zirka 10 % Cobalt als Bindephase und geringen Zusätzen von Kohlenstoff. Es wird als Schneidstoff für die Herstellung von Schneidwerkzeugen verwendet. Die Härte beträgt 85 bis 90 HRA. Pobedit wurde 1929 in der UdSSR von der gleichnamigen Firma entwickelt.